# Biko (Lied)
Biko ist ein Anti-Apartheid-Protestlied des britischen Pop-Rock-Musikers Peter Gabriel aus dem Jahr 1980. Gabriel schrieb das Lied als Reaktion auf den gewaltsamen Tod des schwarzen südafrikanischen Anti-Apartheid-Aktivisten Steve Biko im Polizeigewahrsam. Es hatte nach seiner Veröffentlichung eine enorme politische Wirkung und wird zusammen mit anderer Musik aus dieser Zeit, die sich kritisch mit der staatlich festgelegten Rassentrennung in Südafrika auseinandersetzte, dafür verantwortlich gemacht, dass der Widerstand gegen die Apartheid Teil der westlichen Popkultur wurde.

## Hintergrund

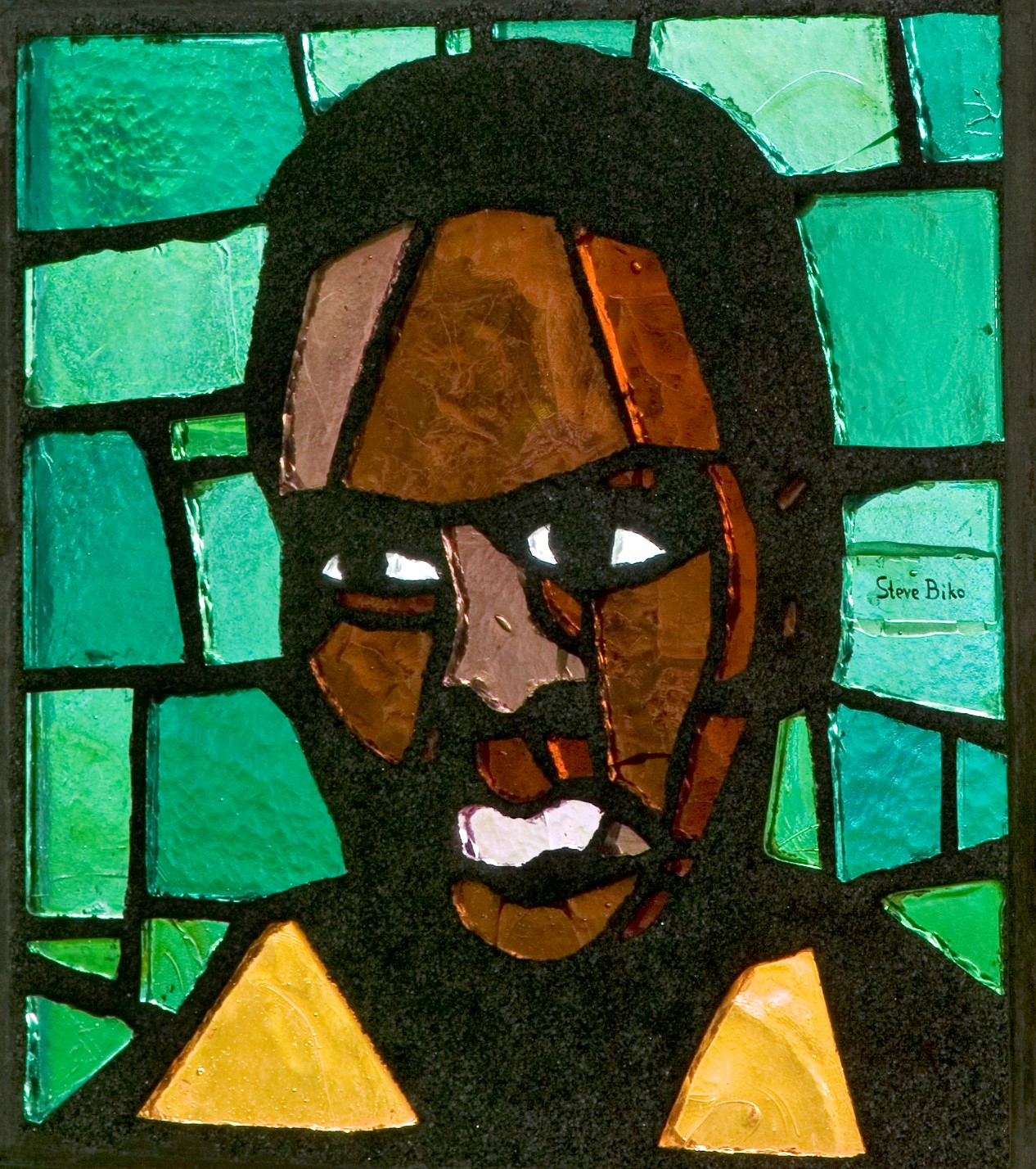
Steve Biko auf einem Glasfenster in einer Kirche in Heerlen, Niederlande

Die Erstveröffentlichung von Biko erfolgte als Teil von Gabriels drittem Studioalbum Peter Gabriel (Melt) am 30. Mai 1980. Am 18. August desselben Jahres erschien es als dritte Singleauskopplung.
Es ist ein politisches Lied in Form einer musikalischen Grabrede, inspiriert durch den Tod des schwarzen südafrikanischen Anti-Apartheid-Aktivisten Steve Biko im Polizeigewahrsam am 12. September 1977. Gabriel schrieb das Lied, nachdem er in den Nachrichten von Bikos Tod erfahren hatte. Beeinflusst von Gabriels wachsendem Interesse an afrikanischen Musikstilen, trug es einen spärlichen Zweiton-Beat, gespielt auf brasilianischen Trommeln und vokaler Perkussion, zusätzlich zu einer verzerrten E-Gitarre und einem synthetisierten Dudelsack-Sound. Der Liedtext, der auch Phrasen in Xhosa enthält, beschreibt Bikos gewaltsamen Tod und die Gewalt unter dem Apartheids-Regime. Gabriels Song ist von Liedern eingerahmt, die bei Bikos Beerdigung gesungen wurden: Die Albumversion beginnt mit Ngomhla sibuyayo (dt. „Am Tag unserer Ankunft“) und endet mit Senzeni Na? („Was haben wir getan?“), während die Single- und die deutschsprachige Version mit Nkosi Sikelel’ iAfrika („Gott, segne Afrika“) enden.
Der Bantu Steve Biko war ein Anti-Apartheids-Aktivist, der 1968 die South African Students’ Organisation (SASO) und 1972 die Black People’s Convention mitbegründete. Durch diese Gruppen und durch andere Aktivitäten förderte er die Ideen der Black-Consciousness-Bewegung und wurde in den 1970er Jahren zu einem prominenten Mitglied des Widerstands gegen die Apartheid. Die Regierung verbot ihm 1973 per Auflage, seine Heimatstadt zu verlassen, sich mit mehr als einer Person zu treffen, seine Schriften zu veröffentlichen und öffentlich zu reden. Im August 1977 wurde Biko wegen Verstoßes gegen diesen Bann verhaftet.
Nach seiner Verhaftung wurde Biko in Port Elizabeth tagelang von der South African Police in einem Gefängnis in Gewahrsam gehalten und im „Police-Room 6-1-9“ verhört. Dabei wurde er von den ihn verhörenden Polizisten geschlagen und erlitt durch Folter schwere Kopf-Verletzungen, unter anderem am Gehirn; Biko wurde am 11. September 1977 nackt und bewusstlos nach Pretoria transportiert, wo er in der folgenden Nacht am 12. September 1977 im Gefängniskrankenhaus an seinen Verletzungen starb. Die Nachricht verbreitete sich schnell und wurde zu einem Symbol für die Misshandlungen unter Südafrikas Regierung. Dass Biko zu keinem Zeitpunkt wegen eines Verbrechens verurteilt worden war, führte zu internationalen Presseberichten; er wurde so zu einem der ersten international bekannten Anti-Apartheid-Aktivisten.
Mehrere Musiker schrieben Lieder über Biko, darunter Tom Paxton, Peter Hammill, Steel Pulse und Tapper Zukie. Der britische Musiker Peter Gabriel, der durch die Berichterstattung der BBC von Bikos Tod erfahren hatte, war von der Geschichte bewegt und begann, Bikos Leben zu recherchieren, woraufhin er einen Song über die Ermordung schrieb. Gleichzeitig begann sich Gabriel für afrikanische Musikstile zu interessieren, was sein drittes Soloalbum Peter Gabriel (Melt) von 1980 beeinflusste, auf dem Biko schließlich enthalten war. Gabriel wurde auch durch seine Verbindung mit dem politisch orientierten New-Wave-Musiker Tom Robinson beeinflusst, das Lied zu schreiben. Als Gabriel daran zu zweifeln begann, soll Robinson ihn ermutigt haben, das Stück zu veröffentlichen. Obwohl es noch andere politische Lieder auf dem Album gab, war Biko das einzige ausdrückliche Protestlied.

## Text und Musik
Der Text des Liedes beginnt ähnlich wie ein Bericht in den Nachrichten mit den Worten „September ’77/Port Elizabeth, weather fine“. In den nächsten Zeilen wird das „Polizeizimmer 619“ erwähnt, das Zimmer in der Polizeistation von Port Elizabeth, in dem Biko verprügelt wurde. Der englische Text wird durch die Xhosa-Phrase „Yila Moja“ (auch „Yehla Moya“) unterbrochen, was „Komm Geist“ bedeutet: Die Phrase wurde als Aufruf an Bikos Geist gelesen, sich der Widerstandsbewegung anzuschließen, und als Hinweis darauf, dass Biko zwar tot war, sein Geist aber noch lebte.
Der Ton des Liedes ändert sich nach der ersten Strophe und wird trotziger, und die zweite Strophe des Liedes kritisiert die Gewalt unter der Apartheid. Gabriel singt davon, dass er versucht zu schlafen, aber „nur in Rot träumen kann“ („can only dream in red“), weil die Ermordung Bikos Wut in ihm auslöst. Der Text der dritten Strophe versucht, den Zuhörer zu motivieren: „Du kannst eine Kerze ausblasen, aber ein Feuer kann man nicht ausblasen, wenn die Flammen vom Wind hoch geblasen werden“ („You can blow out a candle/But you can't blow out a fire/Once the flames begin to catch/The wind will blow it higher“), was darauf hindeutet, dass die Bewegung gegen die Apartheid trotz Bikos Tod weitergehen wird. Der Text drückt ein Gefühl der Empörung aus, nicht nur über das Leid der Menschen unter der Apartheid, sondern auch über die Tatsache, dass dieses Leiden vergessen oder geleugnet wurde.
Gabriel hat drei Lieder von anderen Komponisten in seine Aufnahme aufgenommen. Die englischsprachige Albumversion des Liedes beginnt mit einem Auszug aus dem südafrikanischen Lied Ngomhla sibuyayo und endet mit einer Aufnahme des südafrikanischen Liedes Senzeni Na?, wie es bei Bikos Beerdigung gesungen wurde. Die 7″- und 12″-Singleversionen enden stattdessen mit einem Auszug aus Nkosi Sikelel’ iAfrika, einem Lied, das später die Nationalhymne Südafrikas werden sollte. Die deutsche Version des Liedes beginnt und endet mit Nkosi Sikelel iAfrika. Die Aufnahme der englischsprachigen Fassung endet mit einem doppelten Trommelschlag, der an Gewehrschüsse erinnert und die Sänger bei der Beerdigung unterbricht, was als Symbol einer repressiven Regierung angesehen wird.
Die Aufnahme zu Beginn des Liedes geht in ein zweistimmiges Schlagzeug über, das auf einer brasilianischen Surdo-Trommel gespielt wird und von Gabriel als „Rückgrat des Stücks“ bezeichnet wird. Biko verwendet während des gesamten Liedes einen „hypnotischen“ Trommelschlag, der stark von afrikanischen Rhythmen beeinflusst ist, die Gabriel gehört hatte. Gabriel schrieb insbesondere der Soundtrack-LP Dingaka einen Einfluss auf die Perkussion des Stücks zu. Der Musikwissenschaftler Michael Drewett schreibt, Gabriel habe versucht, einen „exotischen“ afrikanischen Beat zu schaffen, „ohne sich dem Klang, den er imitierte, wirklich anzunähern“, und so einen „pseudo-afrikanischen“ Beat kreiert. Die Melodie wird von perkussiven Gesangsklängen unterbrochen, die ein „ursprüngliches“ Gefühl vermitteln und gälische und afrikanische Einflüsse vereinen. Die Trommeln werden von einem künstlich verzerrten Zwei-Akkord-Gitarrensound überlagert, der während der perkussiven Gesangsklänge kurz ausgeblendet wird, bevor er während der ersten Strophe wiederkehrt.
Auf die erste Strophe, in der Bikos Tod beschrieben wird, folgt ein deutlicher Akkordwechsel, bevor die Xhosa-Beschwörung „Yehla Moya“ erklingt. Der Klang von Dudelsäcken, der mit einem Synthesizer erzeugt wird, setzt während des Zwischenspiels zwischen den Strophen ein. Die Dudelsäcke, die in einer „schwermütigen“ Moll-Tonart gespielt werden, wurden verschiedentlich als „beerdigend“ und „militaristisch“ beschrieben. Die Dudelsäcke setzen sich zusammen mit Schlagzeug und Gitarre in der zweiten Strophe fort, gefolgt von einem Zwischenspiel, das mit dem der ersten Strophe identisch ist. In der zweiten und dritten Strophe wird der Klang durch eine kleine Trommel ergänzt. Die dritte Strophe endet mit einem nonverbalen Gesang, der der Akkordfolge des Liedes folgt, während der Höhepunkt ein Chor aus Männerstimmen ist, der von Dudelsäcken und Trommeln begleitet wird.

## Aufnahme und Veröffentlichung
Gabriel war Sänger und Pianist bei der Tonaufnahme von Biko, die Gitarre spielte David Rhodes, Gabriels langjähriger Mitmusiker. Weitere Mitwirkende waren Jerry Marotta am Schlagzeug, Phil Collins an der Surdo, Larry Fast an den Synthesizern und synthetischen Dudelsäcken und Dave Ferguson als Kreischer. Ein 2016 erschienener Listener’s Companion zu Gabriels Musik nennt jedoch Phil Collins als Schlagzeuger des Songs, Larry Fast am Synthesizer und Jerry Marotta an der kleinen Trommel.
Biko wurde erstmals 1980 als Single veröffentlicht. Die Einnahmen aus beiden Versionen der Single spendete Gabriel an das Black Consciousness Movement in Südafrika. Diese Spenden beliefen sich auf insgesamt mehr als 50.000 Pfund. Die B-Seite der 7″-Version enthielt Gabriels Version des Volksliedes der Ndebele Shosholoza, während die 12″-Version zusätzlich die deutsche Gesangsversion Jetzt kommt die Flut von Gabriels 1977er Stück Here Comes the Flood enthielt.
Biko war auf Gabriels drittem Soloalbum Peter Gabriel (Melt) enthalten, das am 30. Mai 1980 von Charisma Records veröffentlicht wurde. Mit siebeneinhalb Minuten ist es der längste Song des Albums. Das Stück war später auch auf den Kompilationsalben Shaking the Tree: Sixteen Golden Greats von 1990, Hit von 2003 und Flotsam and Jetsam von 2019 enthalten.

## Musikvideo
Das Musikvideo von Lol Creme besteht aus Ausschnitten aus dem Spielfilm Cry Freedom von Richard Attenborough mit Denzel Washington als Steve Biko und Kevin Kline als Donald Woods und Gabriels Gesang. Dieser entspricht dem der Live-Version auf der Live-Single, die im Juli 1987 in dem Blossom Music Center in Cuyahoga Falls, Ohio, aufgenommen wurde. Das Lied Biko war nicht Teil des Film-Soundtracks, wurde aber verwendet, um den Film zu promoten.

## Titelliste
- 7″ (UK)

1. Biko – 4:16
2. Shosholoza – 5:16

- 12″ (UK)

1. Biko (extended version) – 8:58
2. Shosholoza – 5:19
3. Jetzt kommt die Flut (piano/vocal version) – 4:52

- Live 7″/ 12″ / Cassette (UK)

1. Biko – 6:32
2. No More Apartheid – 7:13

- Live CD (UK)

1. Biko – 6:32
2. No More Apartheid – 7:13
3. I Have the Touch 85 remix – 3:48

## Mitwirkende

### Musiker
- Phil Collins – Surdo
- Larry Fast – Synthesizer, Synthesizer-Dudelsack
- Dave Ferguson – Schreie
- Peter Gabriel – Hauptgesang, Piano, Schlagzeugmuster
- Jerry Marotta – Schlagzeug
- David Rhodes – E-Gitarre[37]

### Technisches Personal
- George Chambers – Assistenz-Tontechniker
- Marlis Duncklau – Assistenz-Toningenieurin
- Larry Fast – elektronische Produktion
- Peter Gabriel – Songwriter
- Steve Lillywhite – Produktion
- Hugh Padgham – Toningenieur
- Steve Prestage – Assistenz-Toningenieur
- Nick Thomas – Assistenz-Toningenieur[37]

## Rezeption
Biko erreichte Platz 38 in den britischen Charts und wurde positiv aufgenommen. Kritiker lobten die Instrumentierung, den Liedtext und Gabriels Gesang. In Südafrika wurde das Lied damals verboten, da die Regierung es als Bedrohung für die Innere Sicherheit ansah.
Nachdem Biko im Jahr 1987 in einer Liveversion als Single erschienen war, erreichte diese nochmal Rang 49 in Großbritannien. 2016 zählte Gabriels Biograph Durrell Bowman Biko zu Gabriels 11 beliebtesten Liedern. Peter Gabriel III führte zwei Wochen lang die britischen Charts an und bescherte Gabriel seinen ersten Nummer-1-Hit.
Kurz nach seiner Veröffentlichung wurde ein Exemplar der Single von Biko vom südafrikanischen Zoll beschlagnahmt und dem Direktorat für Veröffentlichungen vorgelegt, das das Lied und das Album, auf dem es enthalten war, wegen seiner Kritik an der Apartheid als „schädlich für die Sicherheit des Staates“ verbot, so dass das Lied trotz seiner anhaltenden Popularität außerhalb Südafrikas im Lande nicht präsent war.
Der Song wurde von den Kritikern sehr positiv aufgenommen und häufig als Höhepunkt des Albums bezeichnet. Phil Sutcliffe vom Sounds Magazine sagte, der Song sei „so ehrlich, dass man sogar riskieren könnte, ihn als Wahrheit zu bezeichnen“. Die Musik-Website AllMusic nannte Biko eine „atemberaubende Errungenschaft für seine Zeit“ und fuhr fort: „Es ist seltsam, dass ein so düsterer Song so befreiend und erlösend klingen kann“. Mark Pedelty schrieb 2013, dass Biko „durch seine ungewöhnliche Instrumentierung (Dudelsack und Synthesizer), den eindringlichen Gesang und den Grabgesang hervorsticht“, und bescheinigte Gabriel eine „meisterhafte Arbeit, indem er katalytische Bilder schuf und sich selbst aus dem Weg ging“. Der Musikwissenschaftler Michael Drewett schrieb, dass der Text den Hörer geschickt einbindet, indem er von einer bestimmten Geschichte zu einem Aufruf zum Handeln übergeht.
Auch die musikalischen Elemente des Liedes wurden gelobt. Drewett stellte fest, dass Gabriels Gesang während des gesamten Liedes „klar und kraftvoll“ war. Obwohl Drewett die Verwendung von Dudelsäcken in Frage stellte, erklärte er, dass sie die emotionale Wirkung des Liedes verstärkten. 2013 nannte die Wissenschaftlerin Ingrid Byerly Biko einen „eindringlichen, kraftvollen“ Song, mit „einem hypnotischen Schlagzeugschlag, der unter einer beherrschenden Gitarre donnert, lyrischen Dudelsackklagen und der intensiven Lobrede von Gabriels Stimme“. Eine Rezension in der Musikzeitschrift Rolling Stone war kritischer gegenüber dem Song und sagte, dass die Melodie und der Rhythmus des Stücks „unwiderstehlich“ seien, aber dass der Song ein „Durcheinander“ sei und dass „das, was Gabriel zu sagen hatte, meist sentimental war“.
Gabriels Verwendung von Xhosa-Texten wurde von Wissenschaftlern als Beweis für die „Authentizität“ von Gabriels Bemühungen, die Person Biko hervorzuheben, gewertet. Durch die Verwendung einer Sprache, die viele Südafrikaner und die meisten Außenstehenden nicht kannten, weckten die Worte Neugier; in den Worten von Byerly „zwangen sie [die Zuhörer] ... wie Gabriel zu Insidern des Kampfes zu werden“. Im Gegensatz dazu hat der Wissenschaftler Derek Hook geschrieben, dass das Lied eher den Künstler als Biko selbst hervorhob und „[dem Sänger] und seinem Publikum eine Art antirassistisches Sozialkapital sicherte“. Hook stellte die Frage, ob die „bewusstseinsbildenden“ Bemühungen des Liedes in „antirassistischen Narzissmus“ umschlagen könnten. Drewett stellte fest, dass die Verwendung eines simplen und generischen „afrikanischen“ Beats ein Hinweis auf eine „imperiale Vorstellungskraft“ in der Komposition des Liedes sei.

## Wirkung und Einfluss
Biko war ein persönlicher Meilenstein für Gabriel, der zu einem seiner beliebtesten Songs wurde und sein Engagement für die Menschenrechte begründete. Er hatte auch eine enorme politische Wirkung und wird zusammen mit anderer Musik aus dieser Zeit, die sich kritisch mit der Apartheid auseinandersetzte, dafür verantwortlich gemacht, dass der Widerstand gegen die Apartheid Teil der westlichen Popkultur wurde. Es inspirierte musikalische Projekte wie Sun City und wurde als „das wohl bedeutendste nicht-südafrikanische Anti-Apartheid-Protestlied“ bezeichnet.
Dem Lied wird ein „politisches Erwachen“ zugeschrieben, sowohl im Hinblick auf das Bewusstsein für die Brutalität der Apartheid, als auch für die Person Steve Biko. Es hat Bikos Bekanntheitsgrad erheblich gesteigert, indem es seinen Namen Millionen von Menschen bekannt machte, die zuvor noch nichts von ihm gehört hatten, und es wurde in der öffentlichen Vorstellung zum Symbol für Biko. Byerly schreibt, es sei ein Beispiel für das „richtige Lied, das zur richtigen Zeit von der richtigen Person geschrieben wurde“; es wurde in einer Zeit sozialer Spannungen veröffentlicht, die zu seiner Popularität und seinem Einfluss beitrugen. Es löste einen Anstieg des Enthusiasmus für den Kampf gegen die Apartheid auf internationaler Ebene aus.
Biko stand an der Spitze eines Stroms von Anti-Apartheid-Musik in den 1980er Jahren und löste ein weltweites Interesse an Musik aus, die sich mit der Politik und der Gesellschaft Südafrikas auseinandersetzt. Zusammen mit Liedern wie Free Nelson Mandela von The Specials und Sun City von Artists United Against Apartheid wurde Biko als Teil des „Soundtracks für die globale Divestment-Bewegung“ beschrieben, die versuchte, Unternehmen, die in Südafrika Geschäfte mit der Apartheid machten, zum Rückzug zu bewegen. Diese Lieder haben den Kampf gegen die Apartheid zu einem Teil der westlichen Populärkultur gemacht; Gabriels Stück gilt als Inspiration für viele der darauf folgenden Anti-Apartheid-Songs. Steven Van Zandt, die treibende Kraft hinter dem 1985 erschienenen Song Sun City und der Initiative Artists United Against Apartheid, erklärte, dass er durch das Hören von Biko zu diesen Projekten inspiriert wurde. Auf dem Cover des Albums dankte er Gabriel „für die tiefgreifende Inspiration durch seinen Song Biko, mit dem meine Reise nach Afrika begann“. Der irische Sänger und U2-Frontmann Bono rief Peter Gabriel an, um ihm mitzuteilen, dass U2 durch Biko von den Auswirkungen der Apartheid erfahren hatte.
Das Lied war ein Meilenstein in Gabriels Karriere. Biko wurde als Gabriels erstes politisches Lied bezeichnet, als sein „beständigstes politisches Lied“ und als „wohl [sein] erstes Meisterwerk“. Es erregte die Aufmerksamkeit von Aktivistenorganisationen, insbesondere von Anti-Apartheid-Gruppen und Menschenrechts-Organisationen wie Amnesty International (AI). Biko wurde unter den AI-Mitarbeitern populär, ebenso wie Gabriels 1982 veröffentlichtes Lied Wallflower. Das Lied war der Auslöser für Gabriels Beteiligung an den musikalischen Bemühungen gegen die Apartheid: Er unterstützte das Sun City-Projekt und nahm an zwei von AI organisierten Musiktourneen teil: A Conspiracy of Hope (1986) und Human Rights Now! (1988). Es führte auch dazu, dass er begann, sich stärker in diesen Gruppen zu engagieren.

## Weitere Versionen und Verwendungen

### Biko (deutsche Version)
Von diesem Lied wurde wie von allen anderen Liedern des Albums Peter Gabriel (Melt) eine deutschsprachige Version unter dem gleichen Titel Biko kreiert, die am 2. Juni 1980 auf dem Album Ein deutsches Album in Westdeutschland erschien. Gabriel singt darauf selbst den von Horst Königstein ins Deutsche übersetzten Text. Peter Gabriel arbeitete sorgfältig mit Horst Königstein zusammen, um sicherzustellen, dass der deutschsprachige Text mehr ist als eine einfache Übersetzung des englischsprachigen Originals. Die Sprache vermittelt nicht nur die Bedeutung und die beabsichtigte Bildsprache des ursprünglichen Songs, sondern ermöglicht es den Worten auch, zur Musikalität des Liedes beizutragen.

### Liveversionen

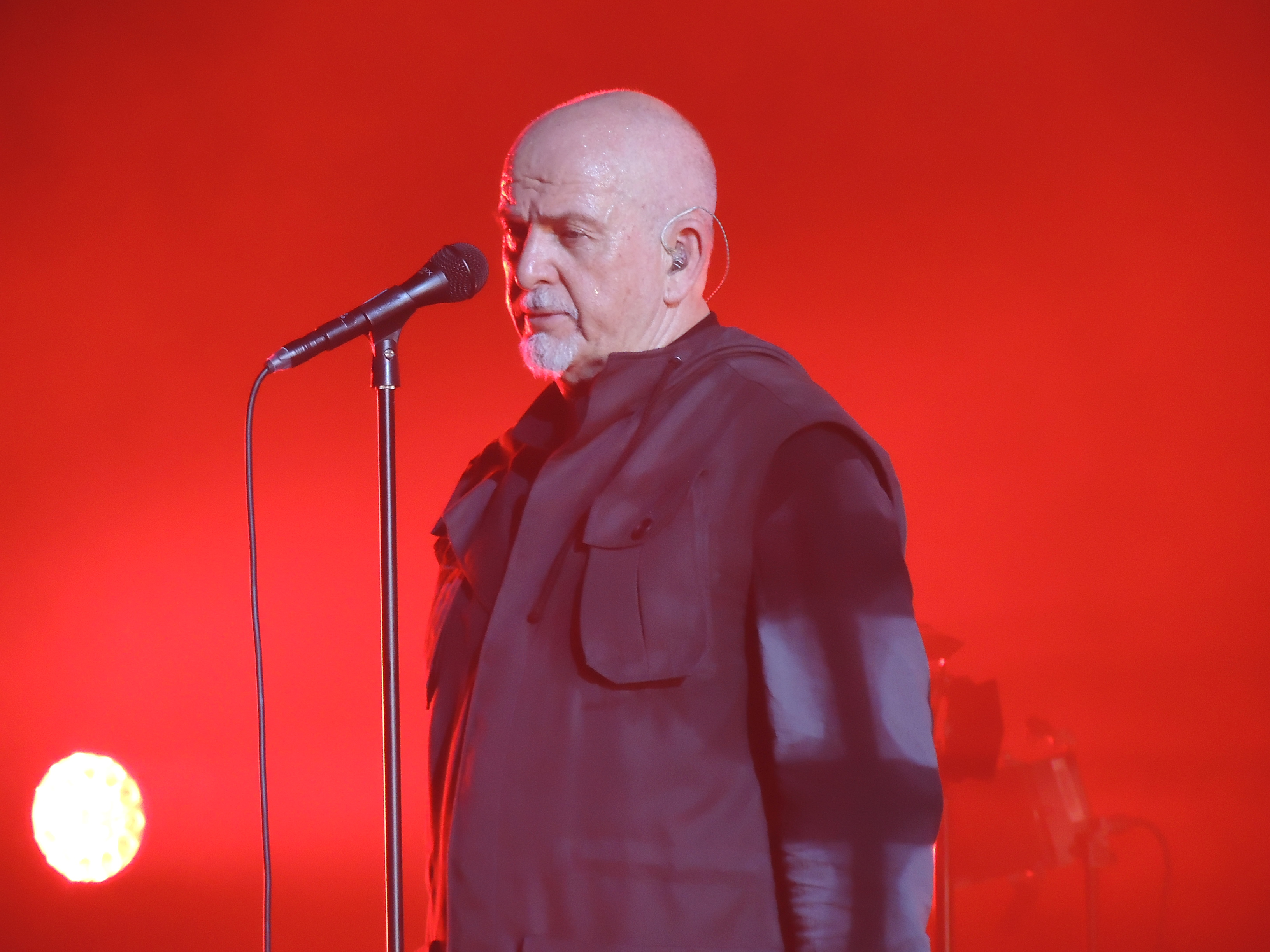
Peter Gabriel bei der Back to Front Tour 2014 während des Liedes Biko

Biko wurde von Peter Gabriel am 16. Juli 1982 bei dem ersten WOMAD-Festival im Showering Pavillon des Royal Bath and West Showground (Somerset, UK) live gespielt. Der gesamte Auftritt wurde am 8. August 2025 als Album Live at WOMAD 1982 digital veröffentlicht. Auf dem Kompilations-Album A World Of Music Arts & Dance vom 29. Juli 2022 mit Liveaufnahmen des allerersten WOMAD-Festivals von 1982 von verschiedenen Künstlern war Biko bereits zuvor enthalten.
Gabriel sang das Stück 1988 beim Tribute-Konzert zum 70. Geburtstag von Nelson Mandela im Wembley-Stadion in London. Bei dem Konzert traten zahlreiche bekannte Künstler auf, darunter Dire Straits, Miriam Makeba, Simple Minds, Eurythmics und Tracy Chapman. Bei seinen Live-Darbietungen von Biko forderte Gabriel das Publikum damals am Ende häufig auf, sich politisch zu engagieren, indem er sagte: „I’ve done what I can, the rest is up to you.“ Oft war es das letzte Lied eines Auftritts, wobei die Bandmitglieder während der abschließenden Schlagzeug-Coda des Songs nach und nach die Bühne verließen.
Eine Liveversion, die im Juli 1987 in dem Blossom Music Center in Cuyahoga Falls, Ohio, aufgenommen wurde, wurde später im selben Jahr als Single veröffentlicht, um Richard Attenboroughs Filmbiografie über Steve Biko Cry Freedom zu promoten.
Peter Gabriel sang das Lied am 29. November 2003 zum ersten Mal in Südafrika bei dem 46664-AIDS-Musikfestival der Nelson-Mandela-Stiftung im Green-Point-Stadion in Kapstadt. Begleitet wurde Gabriel dabei von dem Soweto Gospel Choir.

### Coverversionen

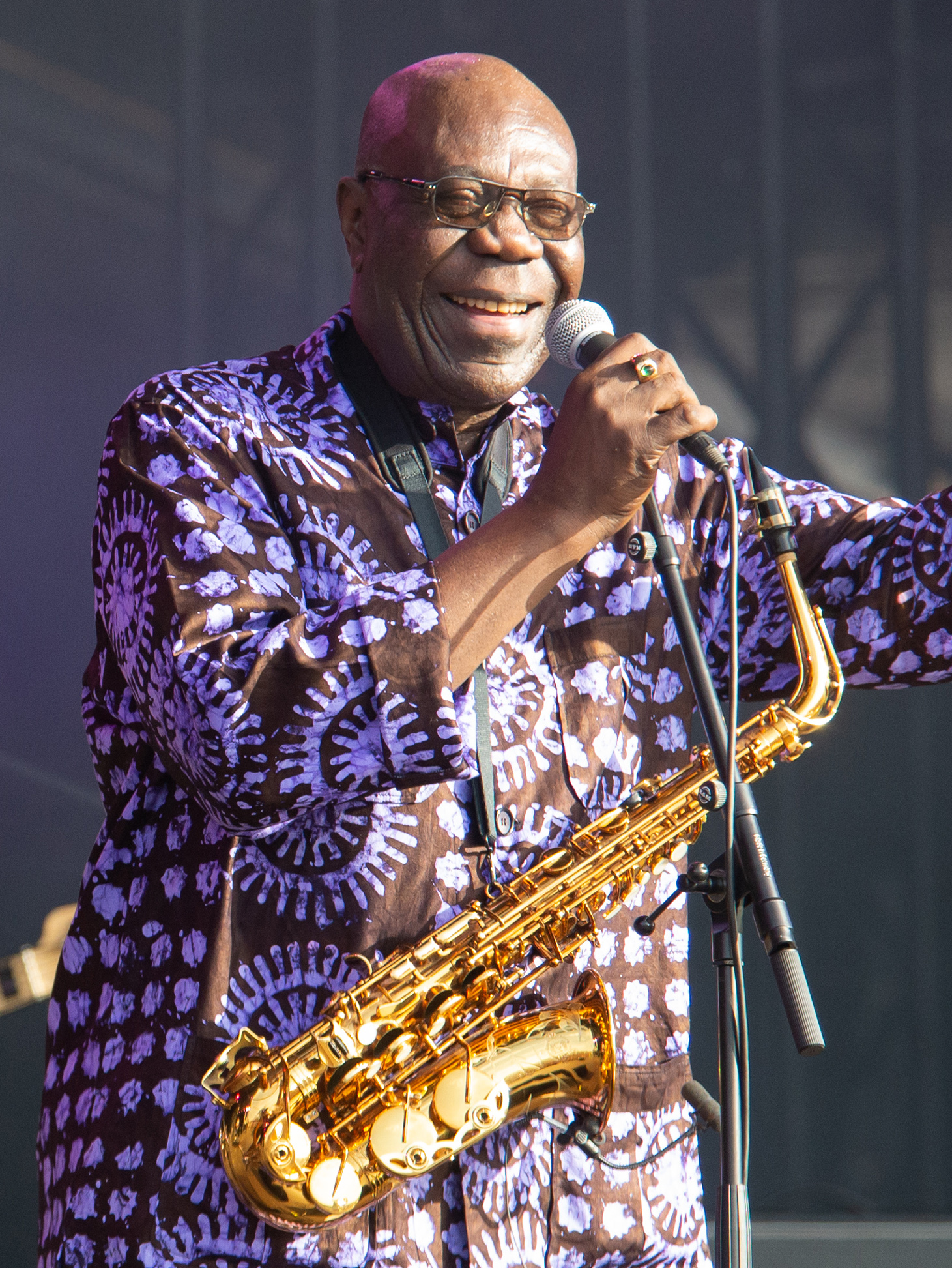
Der kamerunische Musiker Manu Dibango (hier 2019) coverte Biko mit mehreren Gastmusikern, darunter auch Peter Gabriel.

Biko wurde von einer Reihe bekannter Künstler gecovert. Robert Wyatts Version von 1984 aus seiner Work in Progress EP schaffte es auf Platz 35 der John Peel Festive Fifty-Radioshow in jenem Jahr. Biko spielte 1985 eine wichtige Rolle in Am Rande der Hölle (Originaltitel: Evan), der 21. Folge der 1. Staffel der US-amerikanischen Fernsehserie Miami Vice.
Die Folk-Musikerin und Aktivistin Joan Baez nahm 1987 eine Version auf ihrem Album Recently auf. 1988 schuf Wolfgang Niedecken von BAP eine kölsche Version von Biko, die live gespielt wurde und in einer Aufnahme aus Köln aus diesem Jahr auf einer Zusatz-CD zu der Neuveröffentlichung des Albums Da Capo erschien. Die Simple Minds veröffentlichten 1989 eine Coverversion auf ihrem Album Street Fighting Years, eine Version, die später auch auf anderen Sammlungen ihrer Musik zu finden war. Der kamerunische Musiker Manu Dibango coverte den Song 1994 auf seinem Album Wakafrika. In Dibangos Version spielten auch Gabriel, Ladysmith Black Mambazo, Geoffrey Oryema und Alex Brown mit. Bei einer weiteren Version spielte Dibango das Lied nur mit Gabriel sowie Sinéad O’Connor ein.
Peter Gabriel coverte auf dem 2010 erschienenen Studioalbum mit dem Namen Scratch My Back das Lied The Boy in the Bubble von Paul Simon in einer orchestralen Fassung. Dieser coverte daraufhin auf dem im Jahr 2013 erschienenen Kompilations-Album des Folgeprojektes And I’ll Scratch Yours das Lied Biko von Peter Gabriel.
Im Jahr 2021 wurde eine Version von Biko von dem Multimedia-Musikprojekt Playing for Change aufgenommen und zu Ehren des Black History Month veröffentlicht, 40 Jahre nach der ersten Veröffentlichung des Songs. Mehr als 25 Musiker aus sieben Ländern wirkten an der Aufnahme mit, darunter die beninische Sängerin und Aktivistin Angélique Kidjo, der Cellist Yo-Yo Ma und die Bassistin Meshell Ndegeocello.
Die Datenbank mit Coverversionen SecondHandSongs listete 2023 etwa 20 verschiedene Versionen auf, auf cover.info waren 26 Versionen und die genutzten Zitate gelistet.